# Élections fédérales suisses de 1963
Les élections fédérales suisses de 1963 se sont déroulées le 27 octobre 1963. Elles ont désigné la 37e législature depuis 1848. Le nombre de sièges est porté à 200 au Conseil national. Ce nombre ne variera plus jusqu'à aujourd'hui. Le nombre de 44 sièges au Conseil des États resta inchangé. Les députés furent élus pour une durée de 4 ans.
Les Socialistes redeviennent la première force au Conseil national avec 53 mandats. Les Radicaux gardent leurs 51 mandats. Les Libéraux se présentent cette année sous un nouveau nom, l'Union libérale-démocratique et obtiennent un mandat de plus en tentant d'élargir le parti à de nouveaux cantons. Le Parti des paysans, artisans et bourgeois reste stable (22) et les Conservateurs chrétiens-sociaux ainsi que le Parti suisse du travail en gagnent chacun un.
Au Conseil des États, sur 44 sièges, le PSS en perdu un (3 au total), tout comme les Radicaux. Le Parti des paysans, artisans et bourgeois gagna 2 sièges (4 au total). L'Union libérale-démocratique ainsi que le Parti conservateur chrétien-social restèrent stables. Le Parti démocratique en gagna un troisième.

## Législature 1963-1967
| Parti | Parti                                    | Sigle | Tendance politique      | Sièges au CN | Sièges au CE |
| ----- | ---------------------------------------- | ----- | ----------------------- | ------------ | ------------ |
|       | Parti socialiste                         | PSS   | socialiste              | 53           | 3            |
|       | Parti radical-démocratique               | PRD   | radical                 | 51           | 13           |
|       | Parti conservateur chrétien-social       | PCCS  | conservateur            | 48           | 18           |
|       | Parti des paysans, artisans et bourgeois | PAB   | agrarien                | 22           | 4            |
|       | Alliance des indépendants                | AdI   | social-libéral          | 10           | -            |
|       | Union libérale-démocratique              | ULD   | libéral/conservateur    | 6            | 3            |
|       | Parti démocratique                       | DEM   | progressiste            | 4            | 3            |
|       | Parti suisse du travail                  | PST   | communiste              | 4            | -            |
|       | Parti chrétien-protestant                | PCP   | conservateur/protestant | 2            | -            |